# Melloicosa vittata
Melloicosa vittata är en spindelart som först beskrevs av Cândido Firmino de Mello-Leitão 1945. 
Melloicosa vittata ingår i släktet Melloicosa och familjen vargspindlar. Inga underarter finns listade i Catalogue of Life.